# Presto (album)
Presto je třinácté studiové album kanadské rockové skupiny Rush. Jeho nahrávání probíhalo od června do srpna 1989 a album pak vyšlo v listopadu stejného roku. Producenty alba byli členové skupiny Rush a Rupert Hine.

## Seznam skladeb
Všechny texty napsal Neil Peart, hudbu složili Alex Lifeson a Geddy Lee.
| Pořadí | Název               | Délka |
| ------ | ------------------- | ----- |
| 1.     | Show Don't Tell     | 5:01  |
| 2.     | Chain Lightning     | 4:33  |
| 3.     | The Pass            | 4:52  |
| 4.     | War Paint           | 5:24  |
| 5.     | Scars               | 4:07  |
| 6.     | Presto              | 5:45  |
| 7.     | Superconductor      | 4:47  |
| 8.     | Anagram (for Mongo) | 4:00  |
| 9.     | Red Tide            | 4:29  |
| 10.    | Hand Over Fist      | 4:11  |
| 11.    | Available Light     | 5:03  |

## Obsazení
- Geddy Lee – baskytara, syntezátory, zpěv
- Alex Lifeson – elektrická kytara, akustická kytara, doprovodný zpěv
- Neil Peart – bicí, perkuse
- Rupert Hine – klávesy, doprovodný zpěv
- Jason Sniderman – klávesy